# Asociación de Municipalidades de Laja-Diguillín
La Asociación de Municipios del Territorio de Riego del Laja-Diguillín es un convenio de 7 comunas chilenas con el propósito de crear alianzas estratégicas, razón de esta propuesta de desarrollo y gestión común. Se ubica en la Región de Ñuble, Chile.
Las comunas que conforman la alianza son Bulnes, Chillán Viejo, El Carmen, Pemuco, Pinto, San Ignacio y Yungay, que en conjunto tienen una población total de 113.410 beneficiados con este pacto estimada al año 2012.